# Stazione di Kanayama (Aichi)
La stazione di Kanayama (金山駅?, Kanayama-eki) è una delle principali stazioni di Nagoya, ed è il principale punto di accesso per l'Aeroporto Internazionale Chūbu Centrair. La stazione è in realtà costituita da tre stazioni unite di tre gestori diversi: JR Central con le linee Tōkaidō e Chūō, la Metropolitana di Nagoya con le linee Meijō e Meikō e Ferrovie Meitetsu con le linee Inuyama, Tsushima, Nagoya, Tokoname e Kōwa.

## Caratteristiche

### Stazione JR
La stazione di JR Kanayama è una delle tre stazioni che compongono il terminal, e la seconda in ordine di apertura, aperta il 25 gennaio 1962. La stazione è una delle fermate delle linee Chūō e Tōkaidō. Sulla linea Tōkaidō è in servizio un treno rapido chiamato "Home Liner" e sulla Chūō il rapido "Central Liner". Sono inoltre presenti dei tornelli speciali per l'interscambio rapido fra linee JR e Meitetsu. La stazione è aperta dalle 5:30 alle 23:50.

## Linee

### Treni
JR Central
■ Linea principale Tōkaidō
■ Linea principale Chūō
 Ferrovie Meitetsu
■ Linea Inuyama
■ Linea Tsushima
■ Linea Nagoya
■ Linea Tokoname
■ Linea Kōwa.

### Metropolitane
Metropolitana di Nagoya
 Linea Meijō
 Linea Meikō